# La Latina, Madrid

La Latina, eller Barrio de La Latina är en stadsdel i Madrid (Spanien), som administrativt omges nästan helt och hållet av stadsdelen Palacio i distriktet Centro. Säkert härstammar namnet från dess gamla sjukhus, grundat 1499 av Beatriz Galindo ”La Latina”. Stadsdelen upptar en stor del av det så kallade Madrid de los Austrias och, fastän gränserna är osäkra, kan man fastslå att från Plaza de la Cebada går den ungefär längs Carrera de San Francisco till Basílica de San Francisco el Grande. I norr är gränsen calle de Segovia – en bred flodbädd där i äldre tider vattendraget Arroyo de San Pedro strömmade och sedan mynnade ut i floden Manzanares och som man idag kan ta sig över medelst "El Viaducto" och i söder, la Ronda och Puerta de Toledo. I öster, calle de Toledo – som gränsar till Rastro och stadsdelen Lavapiés och i väster calle de Bailén.

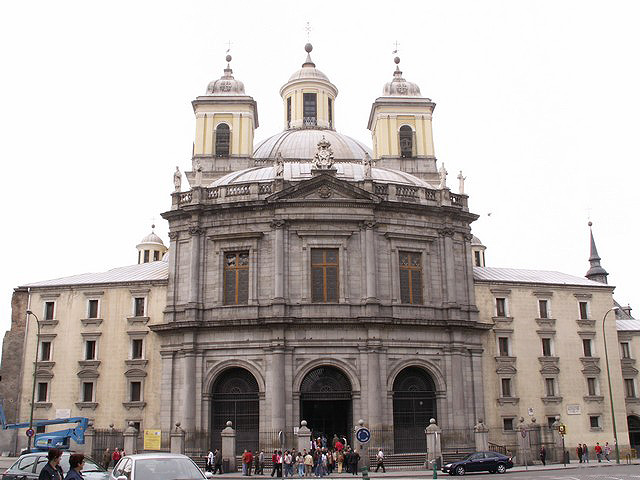
Huvudfasaden till Basílica de San Francisco el Grande, sett från Carrera de San Francisco.

## Historia
La Latina upptar en stor del av gamla Madrid, ibland också känt som Madrid de los Austrias som det till del sammanfaller med. Stadsdelen har bevarat bilden av en medeltida stad, med stora torg och trånga gator som följer sträckningen av de gamla vattendragen. Formen följs nästan perfekt av de första murarna i Madrid, stadsborgen från 800-talet —la almudena— och staden – la medina – som den omgav. På gatorna har man upplevt alla Madrids historiska händelser under alla epoker, utan att den folkliga karaktären gått förlorad. I den meningen kan man säga att La Latina bildar en stor del av Madrids verkliga historiska centrum.

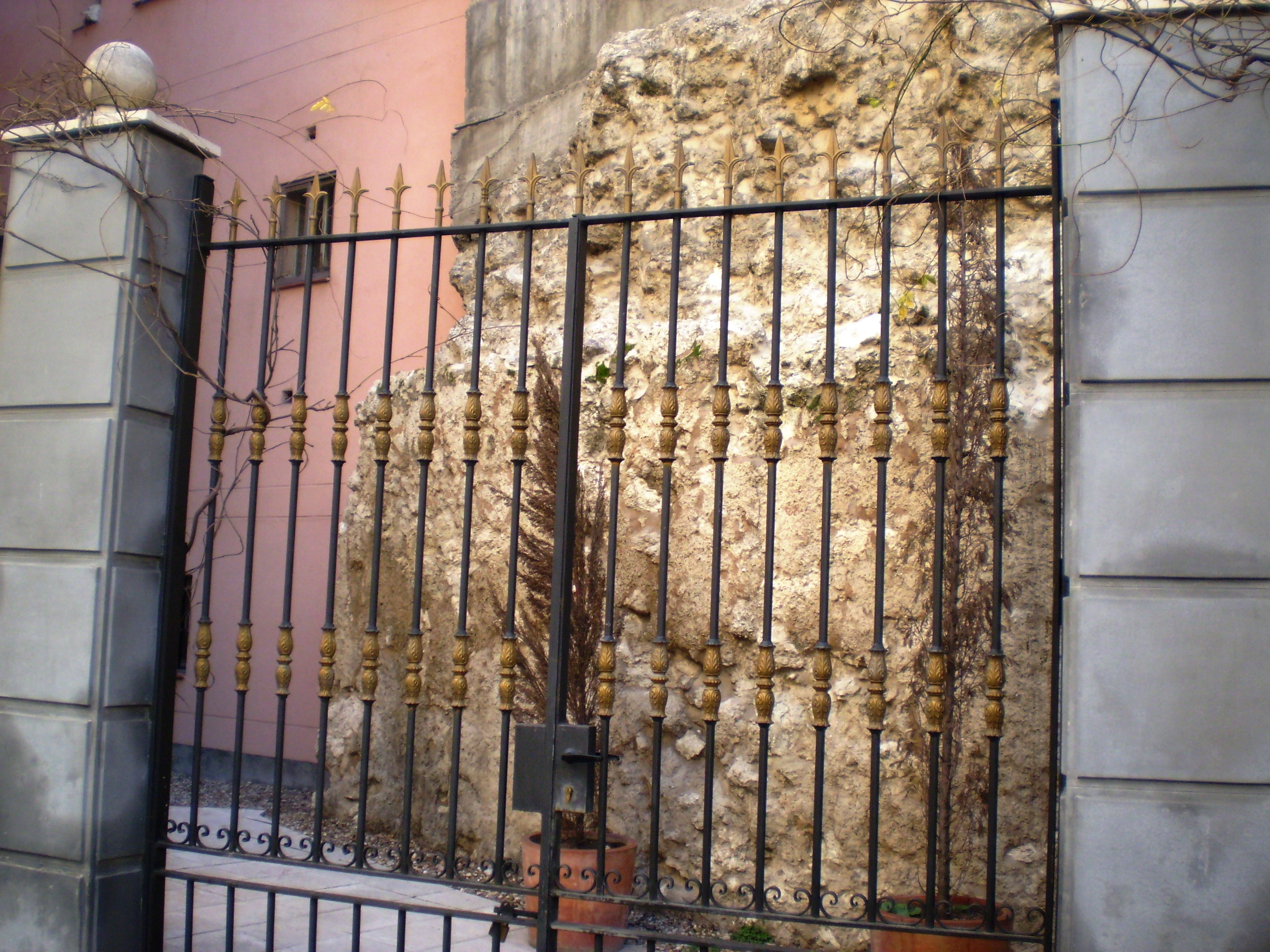
Rester av den gamla kristna muren på calle de los Mancebos.

Byggnaderna i stadsdelen är till största delen från 1800-talet, byggda på de gamla tomterna efter gamla husrester eller rivna hus, vilket gör att stadsbilden har konserverats med trånga och branta gator ihop med stora torg. Det handlar om mycket karakteristiska byggnader med många och stora fönster, som ibland bildar trånga balkonger med smidesräcken, med lätt utskjutande skärmtak av arabiskt tegel och fasader med färgat murbruk. Beroende på husens höjd består de av fyra eller fem våningar. I allmänhet har hela första våningen sparats som bostad för ägaren och resten är för hyresgästerna. 
Integrationen av nya byggnader i stadsbilden är bristfällig och de nya byggnaderna verkar då och då förstöra det urbana landskapet med sina tio våningars höjd och sina tegelfasader.
Särskilt karakteristiskt var rivningen av den gamla sädesmarknaden, invigd 1875, för att ersätta och institutionalisera försäljning ute i det fria på torget med samma namn och tillfredsställa den nya modernismen. 
Hälsoproblem och bristen på känsla för historia och estetik ödelade i mitten av 1900-talet marknaden – fastän den närliggande tvillingen Mercado de San Miguel fortfarande finns kvar att studera – och en ny i betong med ett stort tak som tillåter stora spännvidder utan pelare, en stolthet för de arkitektoniska teknikerna. För närvarande pågår ett projekt med syfte av reformera delar av Ayuntamientots delar av marknaden och de närliggande sportanläggningarna, fast dess utförande – idag står bygget still – har fått utstå olika förändringar på grund av problem med finansiering som lagt hinder i vägen för kommunen.
Som redan nämnt, fungerade la plaza de la Cebada som marknad, i allmänhet grossistförsäljning, sedan man på 1400-talet murade upp ett stort utrymme för detta syfte utanför Puerta de Moros. Redan under 1700-talet höll man stadsmarknader på denna plats och på 1800-talet bevittnades där avrättningar av folkligt intresse som hängningen av General Rafael de Riego,  och garroteringen av banditen Luis Candelas.

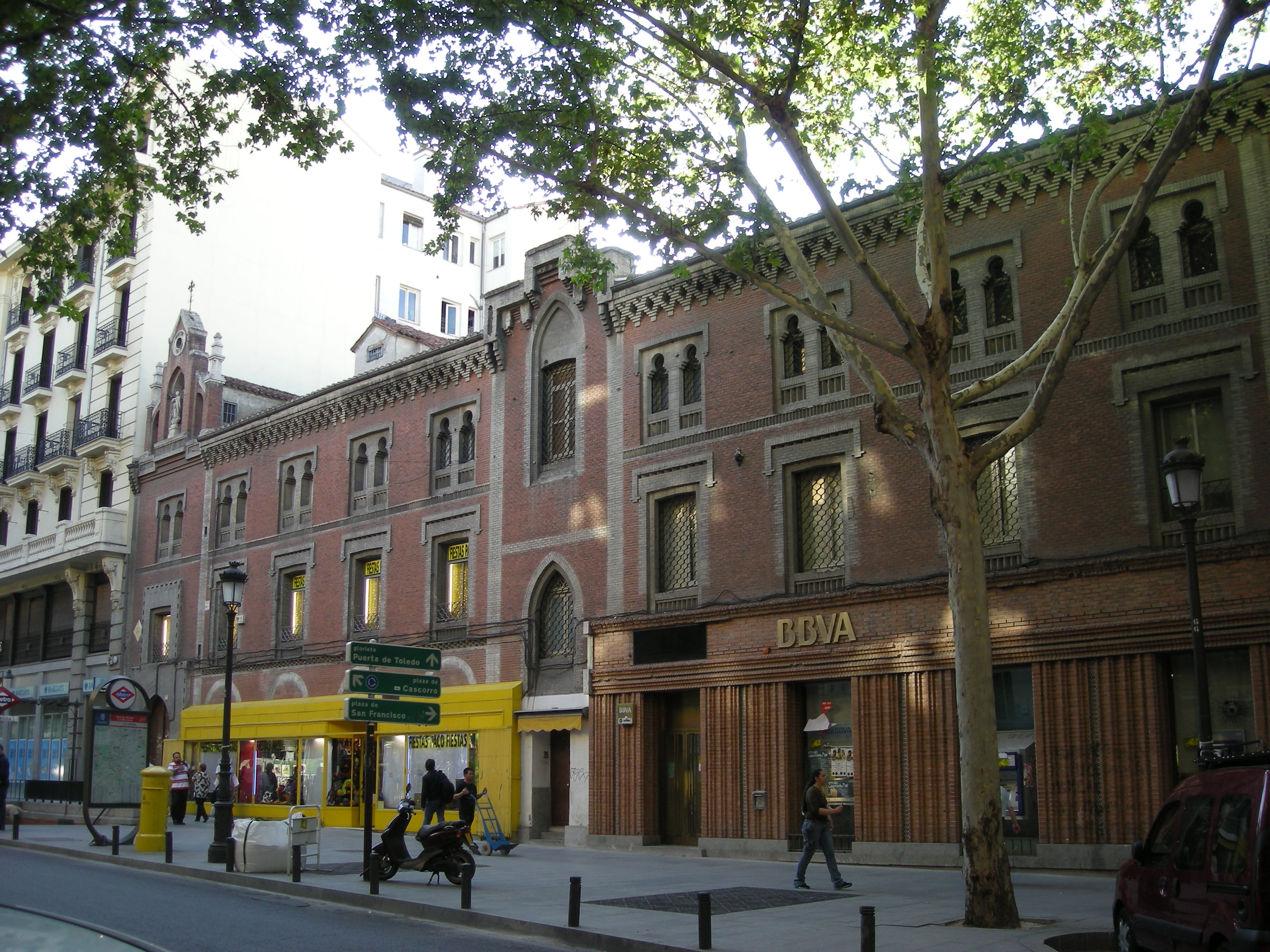
Det gamla konventet i Latina, idag maskeradaffär på calle de Toledo; och utgång från metrostationen La Latina.

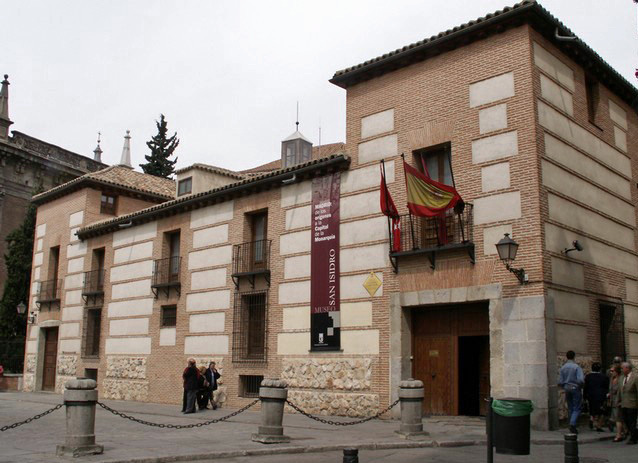
San Isidro-museet (historiskt museum) vid plaza de San Andrés.

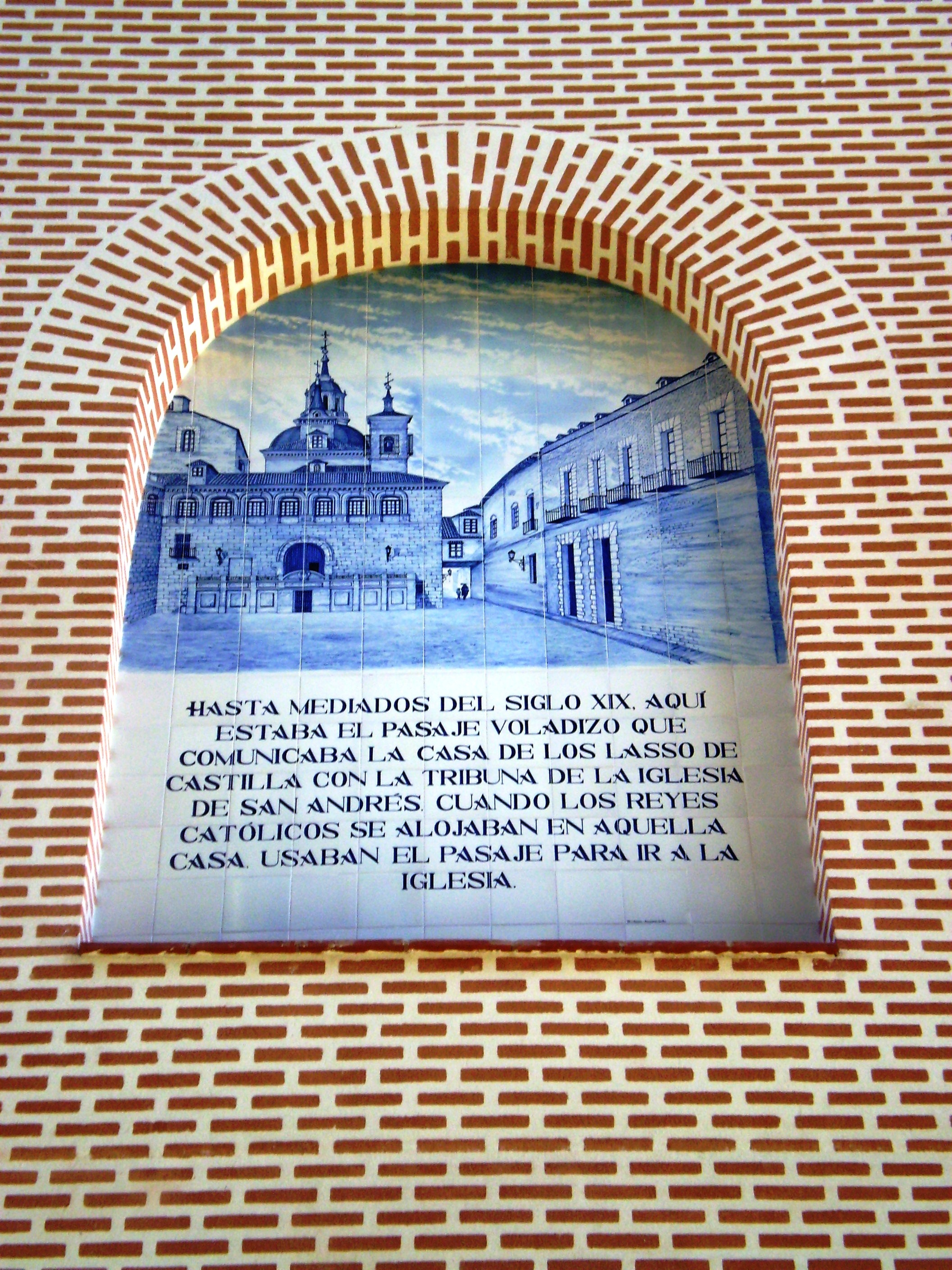
Valvet vid Iglesia de San Andrés, där gången gick mellan Lasso de Vegas palats med kyrkan.

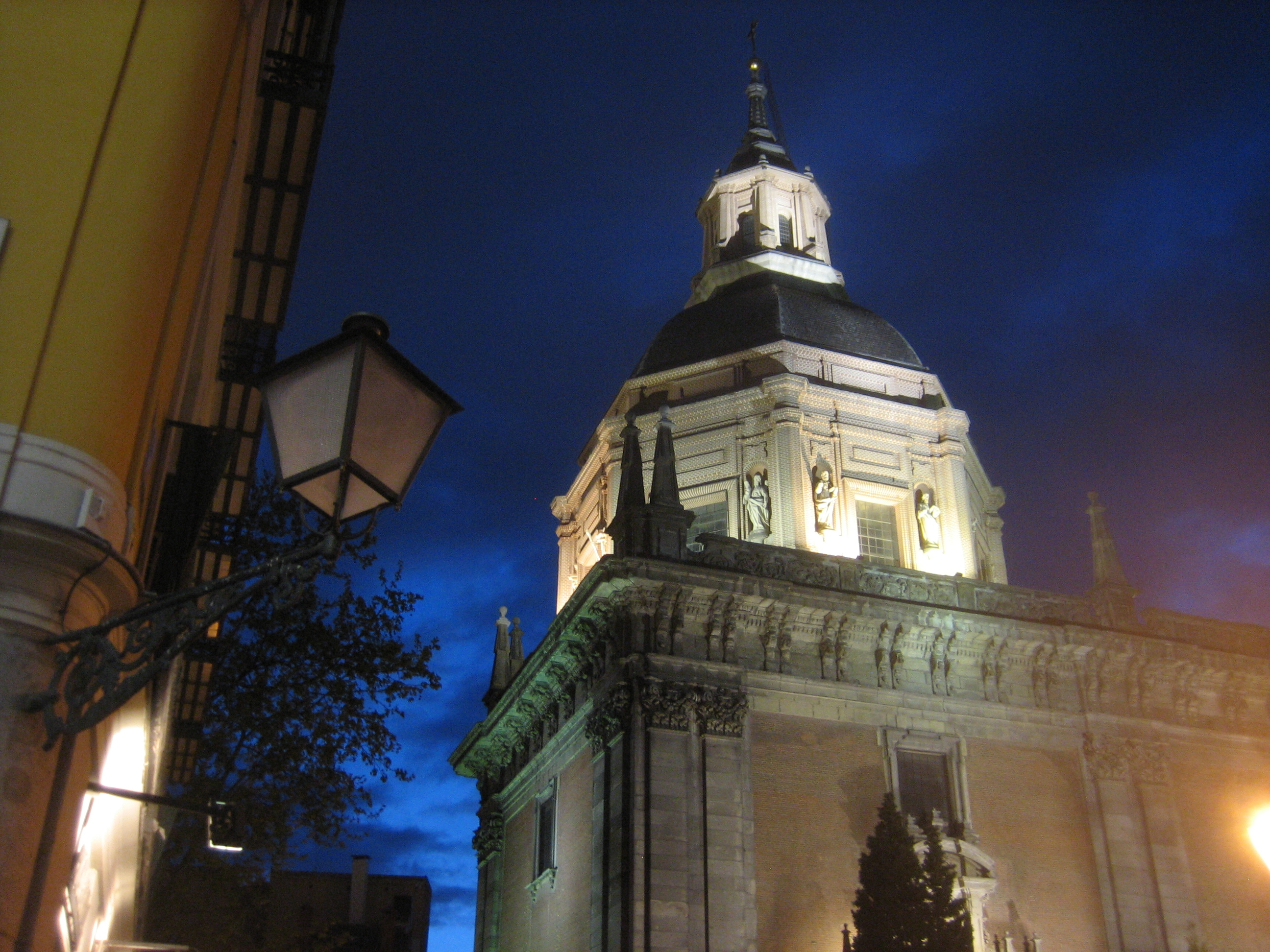
Kyrkan San Andrés, vy från biltorget.

När man gick in i den gamla staden genom Puerta de Moros, med kyrkan San Andrés till höger, passerade man på den tiden under en passage som var kommunikationen mellan kyrkans tribun med det majestätiska Palacio de los Lasso – idag rivet och ersatt av bostäder – som var residens för de Katolska monarkerna i Madrid. Det finns en trång gång som leder till Plaza de la Paja. Platsen var på 1700-talet centrum för den gamla stadens handel och Johan II av Kastilien skapade där det så kallade Plaza del Arrabal, som senare blev Plaza Mayor för staden. Runt detta torg låg hus och palats som representerade några av de viktigaste familjerna och där, enligt vad som sägs, det fanns husrum för Kastiliens kungar när de kom till la villa de Madrid. 
Vid Plaza de la Paja (ungefär ”Hötorget”) ligger Capilla del Obispo, vid sidan av den nämnda  församlingen San Andrés och Vargas-palatset – idag en skola för Educación Secundaria – de enda av de äldre byggnaderna som finns kvar. Det sägs att denna plats fick sitt nuvarande namn från vanan att ge hö till domkapitlet för mulåsnorna som kapellanerna använde när de var ute i stan. På andra sidan av torget ligger Colegio de San Ildefonso, den utbildningsinstitution som är äldst i Madrid och vars elever fortfarande får i uppdrag att "sjunga" lottsedelsnumren i det stora  nationella lotteriet.
 

I slutet av plaza de la Paja och på en terrass vid calle de Segovia, ligger jardín del Príncipe de Anglona – en vacker nyklassiscistisk trädgård – där man på eftermiddagarna ofta hittar elever från den nämnda skolan San Ildefonso och andra som tar sitt mellanmål eller leker. 

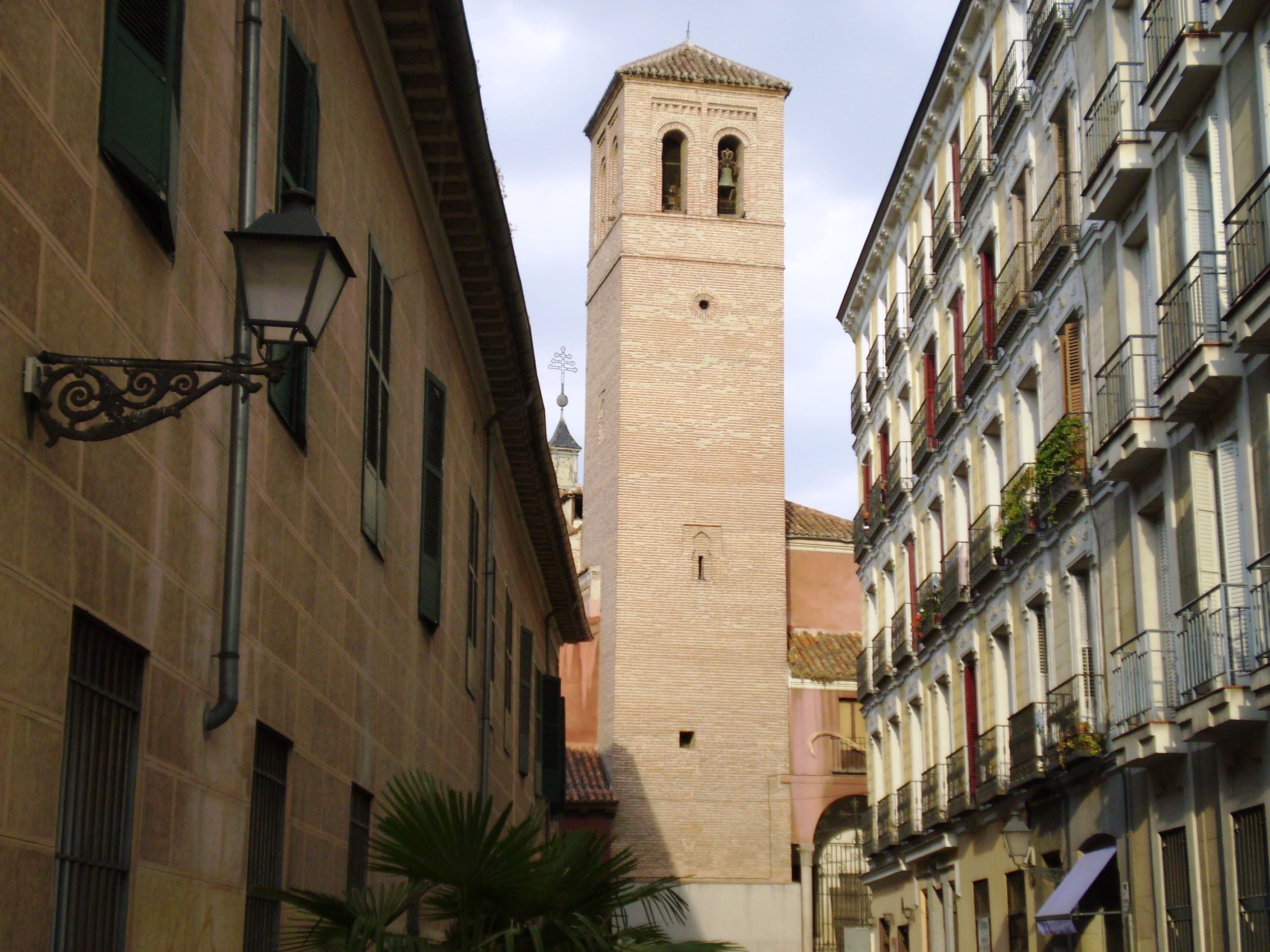
Torn i arabisk stil, San Pedro el Viejo sett från calle del Príncipe de Anglona. Till vänster, fasaden till Palacio de Anglona.

Lämnar man torget via calle del Príncipe de Anglona med det gamla Anglonapalatset till vänster, ser man San Pedrokyrkans gamla torn i mudéjarstil – kanske det äldsta torn i huvudstaden som fortfarande står. Man kommer man sedan till den nämnda kyrkan, där Jesús el Pobre förvaras permanent och till calle del Nuncio, där fram till 1900-talet den påvliga nunciaturen i Spanien låg. Sedan går de trånga gatorna i riktning mot Cava Baja. 
För att avsluta den historiska vandringen lönar det sig att återvända till la plaza de la Paja och gå ner genom den trånga gatan Alfonso VI, uppkallad så till ära för Madrids erövrare och för att försköna den gamla beteckningen calle del aguardiente (”spritgatan”) – som kom av att på denna gata skedde en stor del av distributionen av dessa varor – och det åtföljande rykte som kan associeras till bråk och diskussioner som denna handel till synes verkar medföra. 

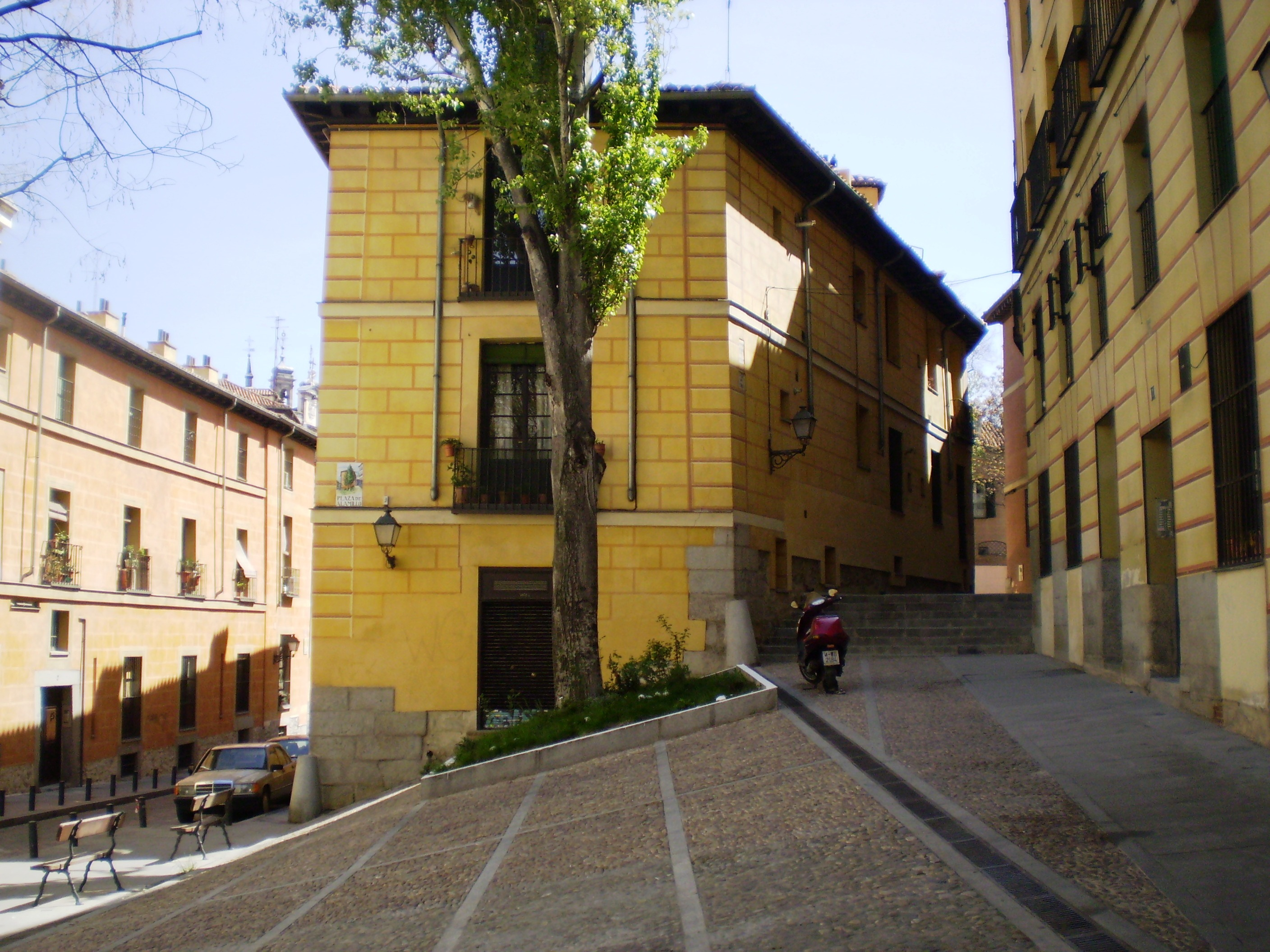
Plaza del Alamillo med poppeln i bakgrunden.

Via denna kommer man till "Morería Vieja", antagligen centrum för den gamla arabiska staden och senare förstad för morer och Nya kristna (conversos), under lång tid och fram till slutet av 1800-talet övergivet och i ruiner. Allt som finns kvar är namnet på gatan la calle de la Morería och kanske också namnet på Alamillotorget. Namnet är troligen en kristen version av det gamla alamud eller arabrisk tribun som man i några undersökningar förknippar med den gamla moriska administrationen (eller så refererar namnet bara till den gamla poppeln som sedan gammalt står vid torget).

## Social händelseutveckling
Till skillnad från andra platser, bildades stadsdelen La Latina mycket fort och hade under lång tid en särskild integration och samlevnad mellan i stort sett alla sociala skikt. Adel hög och låg, prästerskap fattigt och rikt från olika kyrkor och kapell, diplomater associerade med nunciaturen, konsthantverkare ur olika skrån som gav namn åt de gator där de praktiserade sitt yrke och, framför allt, köpmän inresta till Madrid och tillfällighetsförsäljare, människor från förorterna och från landet och med enkla vanor, även viss kriminalitet,  som bildade kö genom Puerta de Toledo, skapade mellan sig alla en märklig social blandning, mycket urban och dynamisk.

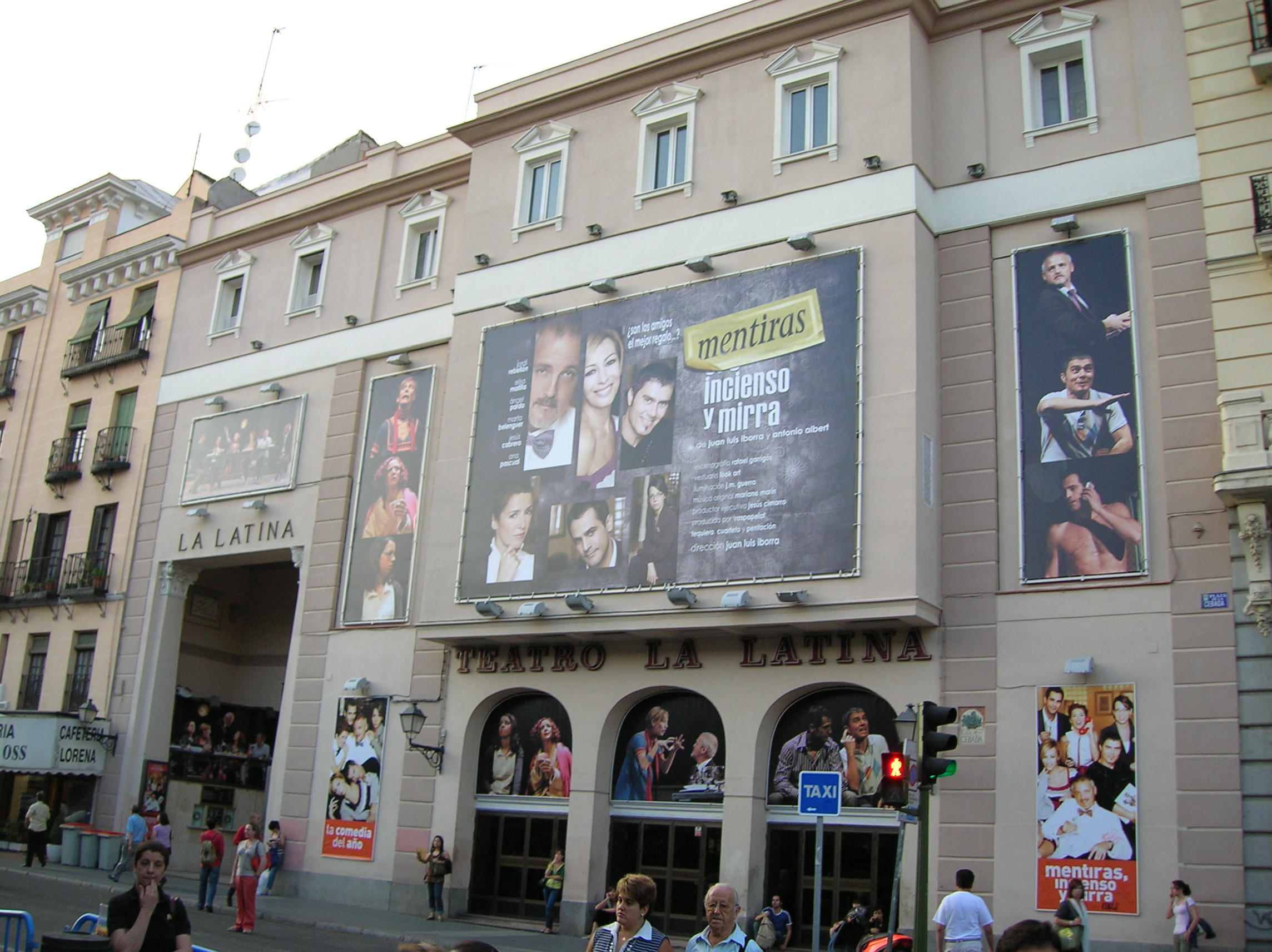
Teatro de La Latina vid Plaza de la Cebada i Madrid.

 Den rumsliga segregationen i kvarter, tydlig i Madrid från och med 1800-talet, gjorde att aristokraterna övergav sina palats, vilket tillsammans med sekulariseringen under Mendizábal, gjorde att man rev de mest viktiga fastigheterna för att bygga nya byggnader och hyra ut till största möjliga förtjänst, det vill säga, hyreskaserner med minsta möjliga yta för familjerna etc. De mer previligierade klasserna flyttade från distriktet och lämnade plats för vad som idag är känt som ”vertikal slum”.

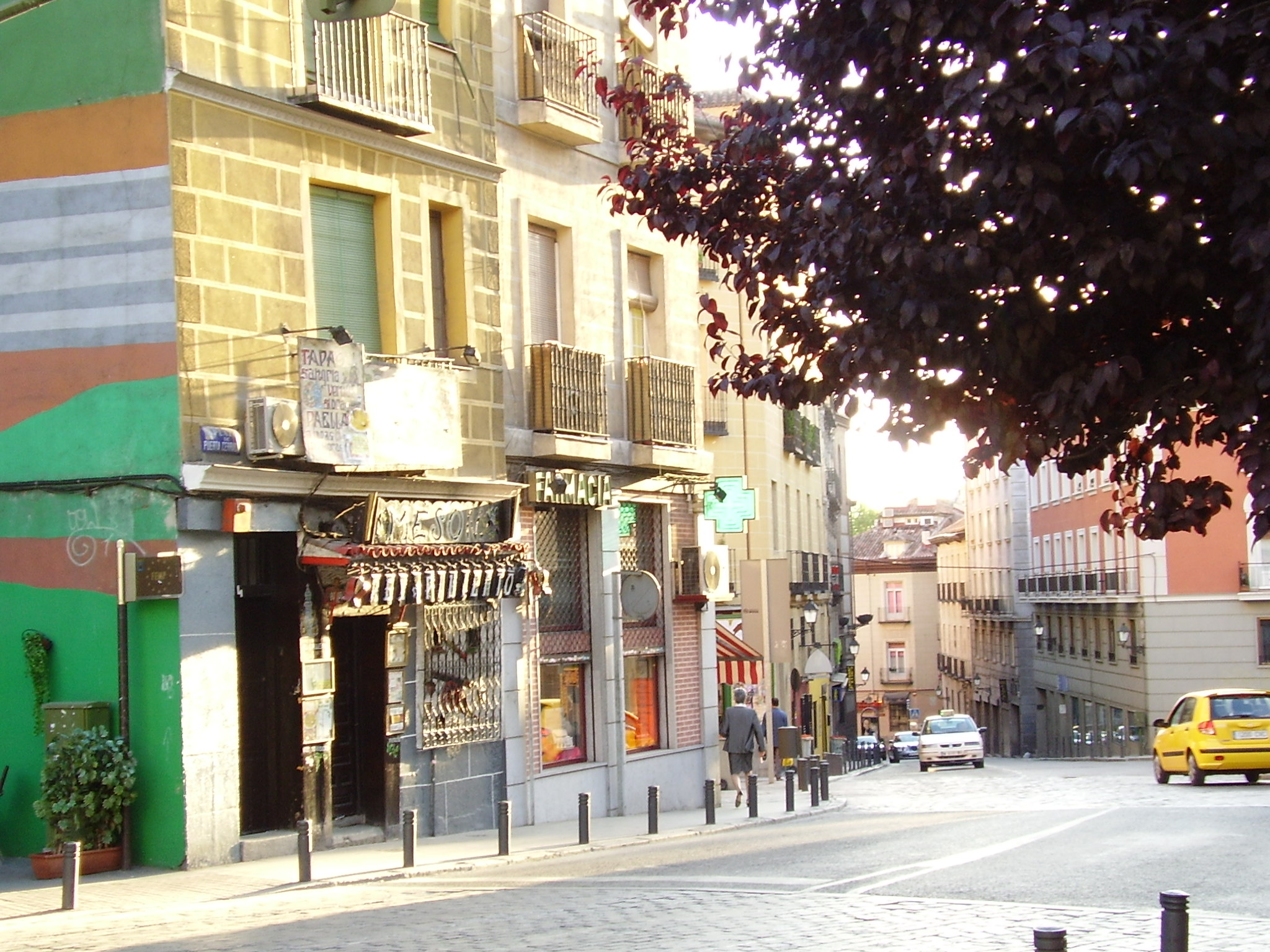
Backen ner från Puerta Cerrada längs calle de Segovia.

Medvetenheten om det historiska värdet vaknade så småningom hos myndigheterna med början under den andra hälften av 1900-talet. Det medförde en kraftig omvärdering av området socialt och ekonomiskt. Med sin nästan identiska stadsplanläggning och med mycket få exempel på historiska byggnader – från tiden före 1800-talet – har stadsdelen la Latina befäst sin plats som ett av de viktigaste platserna för konstnärer, turister och nöjesliv i staden. Dess lilla utsträckning och närhet till stadens historisk centrum – karakteristiskt för dess historia – förvandlar området till en eftertraktad plats för nöjesliv och hotellverksamhet. Sedan 1980 skyddar en särskild stadsplan byggnaderna och återställandet av omgivningarna runt Mercado de la Cebada finns andra rehabiliteringsåtgärder av särskilda historiskt värdefulla platser som vid las Cavas och den gamla muren.
I området la Latina ligger också Teatro de La Latina och flera små teatrar, som också tjänar som scenario i huvuddelen av de biofilmer som utspelas i Madrid, och på dess gator är det inte sällan man möter någon berömd person från film, kulturen eller televisionen. 

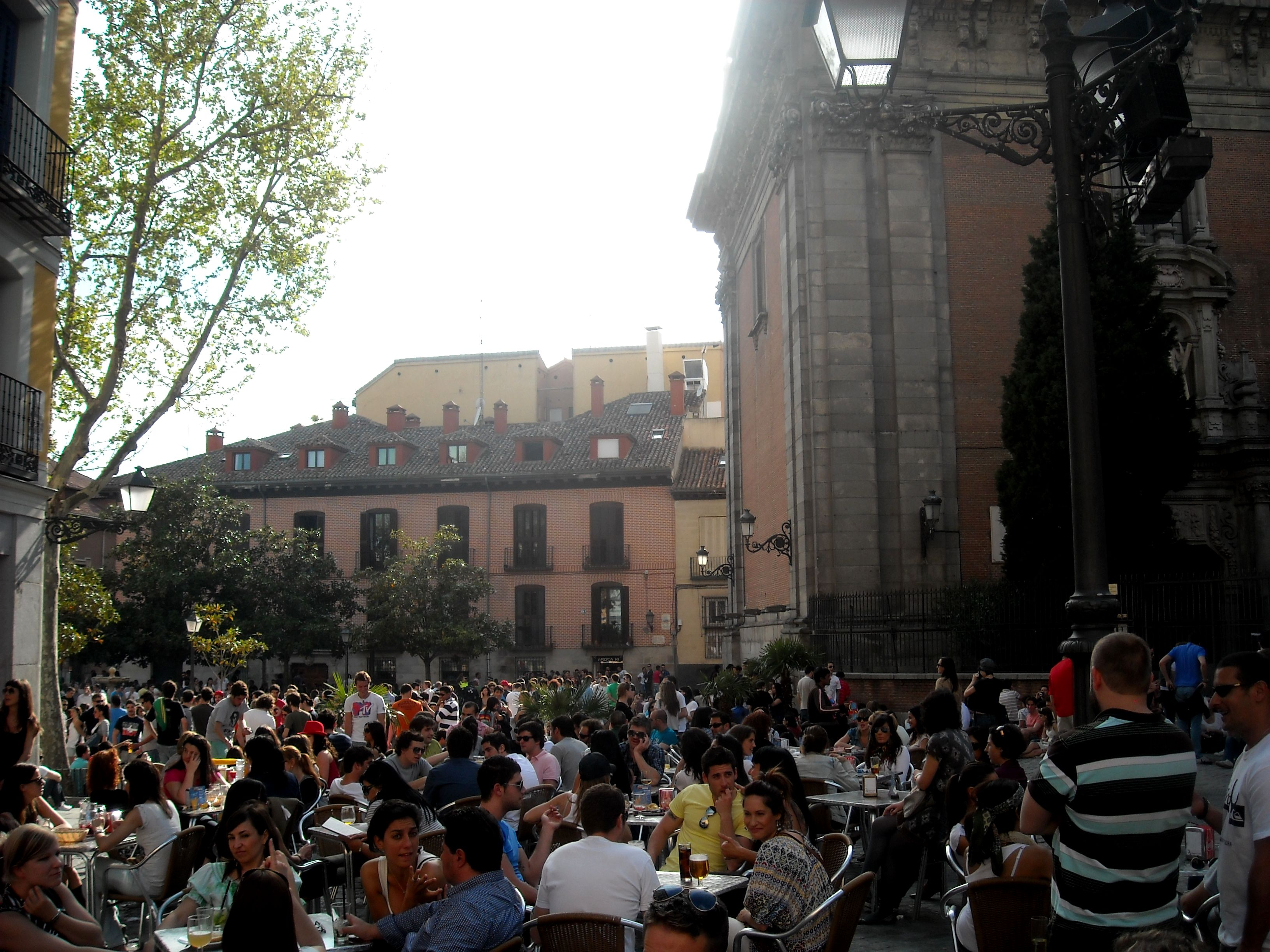
Terrasser i La Latina, söndagstid.

 Den fotgängaraktiga karaktären i de flesta av områdets många torg gör att dess terrasser är fyllda hela eftermiddagarna, under alla eftermiddag från början av våren till dess hösten inträtt. Stora grupper ungdomar och medelålders samlas under veckosluten, och njuter av dess barer, tavernor och restauranger.
I dess byggnader – huvuddelen av byggnaderna är redan åtgärdade – lever ännu de sista representanterna från de barnrika generationerna på 1920- och 1930-talet tillsammans med bohemiska ungdomar från en medelklass på medelhög nivå. La Latina blev den andra stadsdelen i Madrid som kommit att utnyttja halvfria nätverk (efter Chueca). Ett liknande intryck får man om man observerar handeln, affärer med de mest traditionella konsthantverk ligger sida vid sida med designbutiker med mode av nyaste slag.
Hösten 2009 började man utgivningen av LaLatinaHoy, den första digitala tidningen som exklusivt vände sig till de boende i stadsdelen La Latina, med avsikten att bli den främsta stadstidningen och allmänna informationskällan. Sedan 1 mars 2010 finns också den digitala tidningen Somoslalatina.com, ett annat lokalt kommunikationsmedia som vänder sig till invånarna i stadsdelen.

## Transporter
Stadsdelens karaktär av vandringsstråk i kombination med höga parkeringsavgifter och få parkeringsplatser gör det enklast att ta sig fram i stadsdelen med kollektivtrafik och till fots.
- Metro de Madrid: Línea  La Latina
- Stadsbussar EMT dagtid: 3, 17, 18, 23, 31, 35, 50, 60, 65, 148,
- Stadsbussar EMT nattrafik: N16, N17, N18